# Tjørnuvík
Tjørnuvík este un oraș din Insulele Faroe.